# Jauru (microregio)
Jauru is een van de 22 microregio's van de Braziliaanse deelstaat Mato Grosso. Zij ligt in de mesoregio Sudoeste Mato-Grossense en grenst aan Bolivia in het zuiden, de mesoregio Centro-Sul Mato-Grossense in het oosten en de microregio's Tangará da Serra in het noordoosten en noorden en Alto Guaporé in het westen. De microregio heeft een oppervlakte van ca. 16.848 km². Midden 2004 werd het inwoneraantal geschat op 101.525.
Twaalf gemeenten behoren tot deze microregio:
| - Araputanga - Figueirópolis d'Oeste - Glória d'Oeste - Indiavaí - Jauru - Lambari D'Oeste | - Mirassol d'Oeste - Porto Esperidião - Reserva do Cabaçal - Rio Branco - Salto do Céu - São José dos Quatro Marcos |

Mesoregio's: Centro-Sul Mato-Grossense · Nordeste Mato-Grossense · Norte Mato-Grossense · Sudeste Mato-Grossense · Sudoeste Mato-Grossense

Microregio's: Alta Floresta · Alto Araguaia · Alto Guaporé · Alto Pantanal · Alto Paraguai · Alto Teles Pires · Arinos · Aripuanã · Canarana · Colíder · Cuiabá · Jauru · Médio Araguaia · Norte Araguaia · Paranatinga · Parecis · Primavera do Leste · Rondonópolis · Rosário Oeste · Sinop · Tangará da Serra · Tesouro